# Isomorphie (Sozialwissenschaften)
Die Isomorphie (gr. ἴσος ísos „gleich“, μορφή morphé „Form, Gestalt“) ist in den Sozialwissenschaften ein Begriff der methodischen „Gleichgestaltigkeit“ von Theorien oder Modellen, die bedeutsam ist für die interdisziplinäre Zusammenarbeit einzelner Problemaspekte des gesellschaftlichen Zusammenlebens. Mit der Isomorphie können zwei ganz unterschiedliche Gegenstandsbereiche über eine bedeutungsgleiche Transformation umkehrbar eindeutig auf einander abgebildet werden.
Als solche fachbezogenen Gegenstände gelten die Ethnologie, Wirtschaftswissenschaften, Rechtswissenschaft, Kulturgeschichte, Politologie, Geschichtswissenschaft und Sprachwissenschaft. Eine Isomorphie wird dann festgestellt, wenn unterschiedliche Gegenstandsbereiche mit gleichen Theorien oder Modellen erforscht werden können. In Falle gleicher struktureller Beziehungen lassen sich die für einen Gegenstand gültigen Gesetzesaussagen auf die Aussagen des anderen übertragen.
Geeignete Methoden, um Isomorphien zu finden, sind die Analogie („Übereinstimmung, Gleichartigkeit, Entsprechung“) und die Heuristik. Die zweite Methode besteht in der Kunst, mit begrenztem Wissen, unvollständigen Informationen und wenig Zeit dennoch zu wahrscheinlichen Aussagen oder zu praktikablen Lösungen zu kommen.

## Institutionen
Nach DiMaggio und Powell trifft die Isomorphie insbesondere auf Institutionen zu. Zu unterscheiden sind drei Formen:
- Koerzitive Isomorphie: Die Strukturen werden von Organisationen zwangsweise übernommen, weil eine finanzielle oder rechtliche Abhängigkeit besteht;
- Mimetische Isomorphie: die Strukturen werden freiwillig nachgeahmt, wenn sie als erfolgreich eingeschätzt werden;
- Normative Isomorphie: die vergleichbare Sozialisation führt zu vergleichbaren Lösungsstrategien.

## Ein Beispiel
Die Theorie universeller antinomer Strukturen hat Fritz Riemann dazu veranlasst, die physikalisch-kosmischen Gesetze (a) der Schwerkraft und (b) der Fliehkraft, sowie die astronomischen Gesetze (c) der Revolution und (d) der Rotation von Planeten auch auf psychosoziale Gegebenheiten anzuwenden. Dabei kommt er entsprechend diesen vier Gesetzen auch zu einer Vierteilung von Persönlichkeitseigenschaften, mit den (a) zwanghaften, (b) hysterischen, (c) depressiven und (d) schizoiden Persönlichkeiten.

## Rezeption
Hans-Georg Gadamer (1900–2002) betont in der Darlegung des Methodenproblems für die Geisteswissenschaften, dass Gleichförmigkeiten ebenso wie Gesetzmäßigkeiten und andere Regelhaftigkeiten auch in der Moralwissenschaft (moral sciences = Geisteswissenschaften) bereits nach David Hume (1711–1776) als Erkennungsmerkmale für voraussagbare Erscheinungen und Abläufe dienen.